# Lamothe-Cumont
Lamothe-Cumont một thị xã và xã ở tỉnh Tarn-et-Garonne trong vùng Tarn-et-Garonne, Pháp.